# Johannes Kunkel (Filmproduzent)
Johannes Kunkel (* 1985 in Köln) ist ein deutscher  Filmproduzent und Drehbuchautor.

## Leben und Wirken
Kunkel wurde in Köln geboren und wuchs in Stuttgart auf. Nachdem er ein Geschichts- und Germanistikstudium absolviert hatte, studierte er ab dem Jahr 2010 an der Filmakademie Baden-Württemberg das Fach Filmproduktion. Zunächst fertigte Kunkel Werbespots für Bosch, Stihl und VW-Autohäuser an. Zudem begann Kunkel während seiner Studienzeit eine Tätigkeit bei dem Filmproduktionsunternehmen UFA Fiction. Hier war er an der Produktion verschiedener Fernsehfilme beteiligt.
2015 wurde Kunkel Büroleiter der UFA Fiction am Standort Ludwigsburg. Sein erstes eigenes Projekt ist Betonrausch, ein von ihm produzierter Netflix-Film aus dem Jahr 2019.
Ein weiteres Projekt entstand ab April 2021 in Zusammenarbeit mit der Drehbuchautorin Veronica Priefer. Gemeinsam mit Yves Hensel und Priefer verfasste er die Drehbücher für die zwei Staffeln der auf RTL+ veröffentlichten Serie Der König von Palma. Außerdem war er neben Priefer als Creator und Produzent für die Serie verantwortlich.
Des Weiteren entwickelte Kunkel mit Priefer sowie dem Regisseur Robert Schwentke die Serie Helgoland 513, die von UFA Fiction produziert und ab 15. März 2024 auf Sky ausgestrahlt wurde.
2023 gründete er mit Priefer das Serien- und Filmproduktionsunternehmen Dynamic Ally Pictures GmbH. Das Unternehmen ist in den Bereichen der Entwicklung sowie dem Vertrieb von fiktionalen und vornehmlich seriellen TV-Formaten im deutschen und internationalen Raum tätig. Seit 2024 hält die Banijay Germany GmbH Anteile an Dynamic Ally Pictures.
Kunkel lebt in Berlin.

## Filmografie
- 2012: Honeymoon Hotel (Drehbuchautor, Producer)
- 2013: Geschwisterdiebe (Producer)
- 2014: Jagon (Producer)
- 2015: Pur – Achtung (Musikvideo, Producer)
- 2015: Sicher ist Sicher (Producer)
- 2015: Was kostet die Liebe? Ein Großstadtmärchen (Producer)
- 2016: Tod einer Kadettin (Producer)
- 2016: Leg dich nicht mit Klara an (Producer)
- 2019: Betonrausch (Executive Producer)
- 2021–2022: Der König von Palma (Fernsehserie, Executive Producer, Produzent, Drehbuchautor, Showrunner)
- 2022: Helgoland 513 (Fernsehserie, Produzent)